# Primera B de Chile 1996
El Campeonato Nacional de Fútbol de la Primera B de 1996 fue el torneo disputado de la segunda categoría del fútbol profesional chileno en el año 1996. Es el primer torneo bajo el nombre de Primera B.
El campeón del torneo fue Deportes La Serena, que logró ascender a Primera División, en compañía de Deportes Puerto Montt, que fue el subcampeón. Eso sí, los serenenses vuelven a la serie de honor, luego de un año de ausencia, mientras que los puertomontinos llegarán por primera vez en su historia, a la serie mayor del fútbol chileno.
Cobresal y Deportes Iquique aspiraban también al ascenso a la serie de honor, pero el equipo del paraguayo Sergio Nichiporuk y el del uruguayo Gerardo Pelusso, sucumbieron en la Liguilla de Promoción, ante sus 2 rivales de la máxima categoría, que fueron Palestino y Deportes Temuco, respectivamente. Si bien ganaron el partido de ida de sus llaves, sufrieron duras derrotas en la vuelta. Eso sí, los "Albinaranjas" obtuvieron el premio de consuelo: tener a su delantero Sergio Salgado, como el máximo goleador del torneo, anotando 27 goles en todo el campeonato. Además, los cobresalinos sufrieron la sanción de 3 puntos, por la mala inscripción del jugador Jorge Abarca. Si Cobresal no hubiera sido sancionado por esa mala inscripción, lograba el ascenso a la Primera División junto a Deportes La Serena y enviaba a Deportes Puerto Montt, a jugar la Liguilla de Promoción.
Rangers, Fernández Vial y Everton hicieron también un buen torneo, pero estuvieron muy cerca de meterse en la Liguilla de Promoción. Eso sí, los talquinos sorprendieron al medio futbolístico chileno, al llegar a la final de la Copa Chile 1996, tras eliminar a 2 equipos de la Primera División, que fueron Universidad Católica en cuartos de final y Deportes Antofagasta en la semifinal, antes de perder en la definición del título, ante Colo-Colo (equipo que en ese mismo año, también se coronó campeón del torneo de Primera División y fue semifinalista de la Supercopa Sudamericana).
Por su parte en la parte baja, Colchagua sufrió el descenso a la Tercera División, para la temporada 1997, luego de que terminó último en la tabla de posiciones, quedando a solo 2 puntos de Deportes Ovalle, que fue el penúltimo de la tabla de posiciones.
En el torneo participaron 16 equipos, que jugaron en dos rondas en un sistema de todos-contra-todos.

## Movimientos divisionales
| Pos | a Primera División 1996      |
| --- | ---------------------------- |
| 1º  | Santiago Wanderers (Campeón) |
| 2º  | Audax Italiano               |

| Pos | desde Tercera División de Chile 1995 |
| --- | ------------------------------------ |
| 1º  | Magallanes                           |

| Pos | Descendido desde Primera División de Chile 1995 |
| --- | ----------------------------------------------- |
| 1º  | Deportes La Serena                              |
| 2º  | Everton                                         |

| Pos | Descendido a Tercera División de Chile 1996 |
| --- | ------------------------------------------- |
| 1º  | Unión La Calera                             |

## Equipos participantes
| Equipo                | Ciudad                          |
| --------------------- | ------------------------------- |
| Cobresal              | El Salvador                     |
| Colchagua             | San Fernando                    |
| Deportes Arica        | Arica                           |
| Deportes Iquique      | Iquique                         |
| Deportes La Serena    | La Serena                       |
| Deportes Linares      | Linares                         |
| Deportes Melipilla    | Melipilla                       |
| Deportes Ovalle       | Ovalle                          |
| Deportes Puerto Montt | Puerto Montt                    |
| Everton               | Viña del Mar                    |
| Fernández Vial        | Concepción                      |
| Magallanes            | San Bernardo, Santiago de Chile |
| Ñublense              | Chillán                         |
| Rangers               | Talca                           |
| Unión San Felipe      | San Felipe                      |
| Unión Santa Cruz      | Santa Cruz                      |

## Tabla final
| Pos | Equipo                | PJ | PG | PE | PP | GF | GC | Dif | Pts |
| --- | --------------------- | -- | -- | -- | -- | -- | -- | --- | --- |
| 1   | Deportes La Serena    | 30 | 19 | 5  | 6  | 55 | 36 | 19  | 62  |
| 2   | Deportes Puerto Montt | 30 | 16 | 7  | 7  | 50 | 43 | 7   | 55  |
| 3   | Cobresal              | 30 | 16 | 7  | 7  | 76 | 43 | 33  | 52  |
| 4   | Deportes Iquique      | 30 | 14 | 7  | 9  | 49 | 39 | 10  | 49  |
| 5   | Rangers               | 30 | 13 | 7  | 10 | 61 | 45 | 16  | 46  |
| 6   | Fernández Vial        | 30 | 13 | 5  | 12 | 50 | 50 | 0   | 44  |
| 7   | Everton               | 30 | 12 | 7  | 11 | 55 | 34 | 21  | 43  |
| 8   | Deportes Melipilla    | 30 | 11 | 8  | 11 | 38 | 43 | -5  | 41  |
| 9   | Ñublense              | 30 | 12 | 5  | 13 | 40 | 47 | -7  | 41  |
| 10  | Magallanes            | 30 | 11 | 7  | 12 | 50 | 58 | -8  | 40  |
| 11  | Unión Santa Cruz      | 30 | 10 | 6  | 14 | 29 | 49 | -20 | 36  |
| 12  | Deportes Linares      | 30 | 8  | 10 | 12 | 42 | 55 | -13 | 34  |
| 13  | Unión San Felipe      | 30 | 8  | 7  | 15 | 37 | 56 | -19 | 31  |
| 14  | Deportes Arica        | 30 | 7  | 9  | 14 | 43 | 57 | -14 | 30  |
| 15  | Deportes Ovalle       | 30 | 6  | 11 | 13 | 35 | 47 | -12 | 29  |
| 16  | Colchagua             | 30 | 7  | 6  | 17 | 40 | 49 | -9  | 27  |

PJ=Partidos jugados; PG=Partidos ganados; PE=Partidos empatados; PP=Partidos perdidos; GF=Goles a favor; GC=Goles en contra; Dif=Diferencia de gol; Pts=Puntos
|  | Campeón. Asciende a Primera División |
|  | Asciende a Primera División          |
|  | Clasifica a la Liguilla de promoción |
|  | Desciende a Tercera División         |

## Liguilla Pre-Conmebol
Partido entre el ganador de la primera rueda del Campeonato de Primera División 1996 y el ganador de la primera rueda del Campeonato de Primera B 1996 para determinar quien clasifica a la Copa Conmebol 1996
Partido de ida
| 24 de agosto de 1996 | Cobresal | 2:0 | Cobreloa | El Cobre, El Salvador |  |

Partido de vuelta
| 31 de agosto de 1996                                                                                 | Cobreloa | 6:1 | Cobresal | Estadio Municipal de Calama, Calama |  |
| No corre diferencia de gol. Como ambos ganan sus partidos, se juega un alargue que Cobreloa gana 1:0 |          |     |          |                                     |  |

Cobreloa clasifica a la Copa Conmebol 1996

## Liguilla de promoción
Clasificaron a la liguilla de promoción los equipos que se ubicaron en 3° y 4° lugar de la Primera B (Cobresal y Deportes Iquique), con los equipos que se ubicaron en 14° y 13° lugar de la Primera División (Palestino y Deportes Temuco). Se agrupó a los equipos en dos llaves, el 3° de la B con el 14° de Primera y el 4° de la B con el 13° de Primera. El que ganase las llaves jugaría en Primera en 1997. 

### Primera llave
| 01 de diciembre de 1996 | Cobresal                               | 3:1 (0:0) | Deportes Temuco | El Cobre, El Salvador                                          |                                                                |
|                         | Rivera 57' · Salgado 67' · Garrido 73' |           | 79' Álvarez     | Asistencia: 4.110 espectadores Árbitro(s): Salvador Imperatore | Asistencia: 4.110 espectadores Árbitro(s): Salvador Imperatore |

| 08 de diciembre de 1996 | Deportes Temuco             | 2:0 (2:0) (Global 3:3) | Cobresal | Germán Becker, Temuco                                         |                                                               |
|                         | Castillo 27' · Poirrier 30' |                        |          | Asistencia: 13.089 espectadores Árbitro(s): Luis Mariano Peña | Asistencia: 13.089 espectadores Árbitro(s): Luis Mariano Peña |

Pese a que terminaron empatados a 3 goles en el marcador global, Deportes Temuco mantiene la categoría, por el gol de visita en el partido de ida. En consecuencia, Ambos equipos mantienen su categoría para el próximo año.

### Segunda llave
| 01 de diciembre de 1996 | Deportes Iquique | 1:0 (1:0) | Palestino | Tierra de Campeones, Iquique                             |                                                          |
|                         | Donoso 17'       |           |           | Asistencia: 7.152 espectadores Árbitro(s): Enrique Marín | Asistencia: 7.152 espectadores Árbitro(s): Enrique Marín |

| 08 de diciembre de 1996 | Palestino                                        | 5:1 (2:0) (Global 5:2) | Deportes Iquique | Municipal, La Cisterna                                   |                                                          |
|                         | Castillo 8', 14' · Lizana 52' · Córdova 73', 90' |                        | 88' Donoso       | Asistencia: 4.500 espectadores Árbitro(s): Iván Guerrero | Asistencia: 4.500 espectadores Árbitro(s): Iván Guerrero |

Ambos equipos mantienen la categoría para el próximo año.

## Goleadores
| Jugador              | Jugador                | Goles | Equipo                |
| -------------------- | ---------------------- | ----- | --------------------- |
| Bandera de Chile     | Sergio Salgado         | 27    | Cobresal              |
| Bandera de Argentina | Rubén Dundo            | 18    | Fernández Vial        |
| Bandera de Uruguay   | Richard Álvarez        | 15    | Deportes Iquique      |
| Bandera de Chile     | Francisco Pinto        | 13    | Deportes La Serena    |
| Bandera de Chile     | Mario Araya            | 13    | Deportes La Serena    |
| Bandera de Argentina | Walter Otta            | 13    | Deportes Puerto Montt |
| Bandera de Chile     | Luis Zambrano          | 13    | Ñublense              |
| Bandera de Uruguay   | Alejandro Chilindrón   | 13    | Rangers               |
| Bandera de Chile     | Juan Luis Cerón        | 12    | Colchagua             |
| Bandera de Argentina | Alberto Arzubialde     | 12    | Deportes Arica        |
| Bandera de Chile     | Eugenio Poblete        | 12    | Fernández Vial        |
| Bandera de Chile     | Pascual de Gregorio    | 11    | Rangers               |
| Bandera de Chile     | Fernando Martel        | 11    | Unión San Felipe      |
| Bandera de Chile     | Sergio Ceballos        | 11    | Cobresal              |
| Bandera de Chile     | Manuel Neira           | 11    | Everton               |
| Bandera de Chile     | Luis Cueto             | 10    | Deportes Melipilla    |
| Bandera de Chile     | Marcelo González       | 10    | Deportes Ovalle       |
| Bandera de Argentina | Carlos Gustavo De Luca | 10    | Everton               |
| Bandera de Chile     | Mario Lagos            | 10    | Rangers               |
| Bandera de Chile     | Hermes Navarro         | 9     | Magallanes            |
| Bandera de Chile     | Patricio Márquez       | 9     | Magallanes            |
| Bandera de Chile     | Edgardo Garcés         | 9     | Deportes Puerto Montt |
| Bandera de Chile     | Eladio Rojas           | 9     | Rangers               |
| Bandera de Chile     | José Troncoso          | 8     | Cobresal              |
| Bandera de Brasil    | Valdir Pereira         | 8     | Deportes Puerto Montt |

## Estadísticas
- El equipo con mayor cantidad de partidos ganados: Deportes La Serena 19 triunfos.
- El equipo con menor cantidad de partidos perdidos: Deportes La Serena 6 derrotas.
- El equipo con menor cantidad de partidos ganados: Deportes Ovalle 6 triunfos.
- El equipo con mayor cantidad de partidos perdidos: Deportes Colchagua 17 derrotas.
- El equipo con mayor cantidad de empates: Deportes Ovalle 11 empates.
- El equipo con menor cantidad de empates: Deportes La Serena, Fernández Vial y Ñublense 5 empates.
- El equipo más goleador del torneo: Cobresal 76 goles a favor.
- El equipo más goleado del torneo: Magallanes 58 goles en contra.
- El equipo menos goleado del torneo: Everton 34 goles en contra.
- El equipo menos goleador del torneo: Unión Santa Cruz 29 goles a favor.
- Mejor diferencia de gol del torneo: Cobresal convirtió 33 goles más de los que recibió.
- Peor diferencia de gol del torneo: Unión Santa Cruz recibió 20 goles más de los convirtió.
- Mayor goleada del torneo: Everton 6-0 Ñublense, Cobresal 6-0 Deportes La Serena.